# Top 14 de la URBA 2013
El Top 14 de la URBA del 2013 fue el sexto bajo este nombre y el centésimo décimo segundo torneo de rugby de la Capital Federal y alrededores y el décimo octavo desde que se creó la mencionada unión.
Fue disputado durante la segunda mitad del año, con los mejores catorce equipos del Grupo I de la URBA. El Club Universitario de Buenos Aires obtuvo su primer Top 14 y su decimocuarto lauro, al vencer en la final a Hindú por 11 a 9.
Además, también se determinaron los siete equipos que participaron del renovado Torneo Nacional de Clubes en su edición 2014.

## Equipos participantes
| Equipo               | Localidad           | POS              | Cant |
| -------------------- | ------------------- | ---------------- | ---- |
| CUBA                 | Villa de Mayo       | Cuartos de final | 3    |
| Hindú                | Don Torcuato        | Campeón          | 4    |
| Newman               | Benavídez           | Semifinalista    | 5    |
| CASI                 | San Isidro          | 7°               | 5    |
| SIC                  | San Isidro          | Semifinalista    | 5    |
| Belgrano Athletic    | Pilar               | 8°               | 5    |
| Alumni               | Malvinas Argentinas | 10°              | 5    |
| Atlético del Rosario | Rosario             | -                | 4    |
| Regatas              | San Miguel          | -                | 1    |
| Lomas AC             | Lomas de Zamora     | 12°              | 4    |
| La Plata             | La Plata            | Subcampeón       | 5    |
| San Luis             | La Plata            | Cuartos de final | 4    |
| Liceo Naval          | Capital Federal     | -                | -    |
| Manuel Belgrano      | Capital Federal     | -                | 1    |

## Forma de disputa y reglamentaciones
El campeonato está dividido en dos etapas, la etapa regular y la etapa eliminatoria.
Etapa regular
Los equipos se enfrentan entre sí una sola vez en cancha de uno de los dos en cuestión. Se otorgaron cuatro (4) puntos por victoria, dos (2) por empate y ninguno (0) en caso de derrota. También se otorga punto bónus:
- El punto bonus ofensivo se da cuando un equipo logra cuatro o más tries (o conversiones)

Los dos mejores equipos avanzan directamente a las semifinales, mientras que del tercer al sexto puesto disputan una etapa previa para determinar los otros dos participantes en semifinales. 
Además, los siete mejores equipos acceden al Torneo Nacional de Clubes 2014
Etapa eliminatoria
Los equipos ubicados tercero y cuarto se enfrentan al sexto y quinto respectivamente para determinar quienes avanzan a las semifinales. Los dos ganadores se enfrentan al primero y segundo y los ganadores de las semifinales, avanzan a la final para determinar al campeón.

## Etapa regular
| Pos. | Equipo               | Encuentros | Encuentros | Encuentros | Encuentros | Tantos | Tantos | Tantos | PB | Puntos |
| Pos. | Equipo               | PJ         | PG         | PE         | PP         | F      | C      | Dif    | PB | Puntos |
| ---- | -------------------- | ---------- | ---------- | ---------- | ---------- | ------ | ------ | ------ | -- | ------ |
| 1    | Hindú                | 13         | 11         | 1          | 1          | 359    | 159    | + 200  | 7  | 53     |
| 2    | C.U.B.A.             | 13         | 11         | 0          | 2          | 397    | 210    | + 187  | 6  | 50     |
| 3    | Newman               | 13         | 11         | 0          | 2          | 399    | 238    | + 161  | 4  | 48     |
| 4    | C.A.S.I.             | 13         | 9          | 1          | 3          | 384    | 259    | + 124  | 5  | 43     |
| 5    | S.I.C.               | 13         | 9          | 0          | 4          | 356    | 287    | + 69   | 1  | 40     |
| 6    | Belgrano Athletic    | 13         | 8          | 0          | 5          | 363    | 271    | + 92   | 4  | 36     |
| 7    | Alumni               | 13         | 7          | 0          | 6          | 354    | 251    | + 103  | 7  | 35     |
| 8    | Atlético del Rosario | 13         | 6          | 0          | 7          | 301    | 357    | - 56   | 2  | 26     |
| 9    | Regatas              | 13         | 5          | 0          | 8          | 313    | 358    | - 45   | 4  | 24     |
| 10   | Lomas Athletic       | 13         | 4          | 0          | 9          | 204    | 300    | - 96   | 3  | 19     |
| 11   | La Plata RC          | 13         | 3          | 0          | 10         | 322    | 372    | - 50   | 6  | 18     |
| 12   | San Luis             | 13         | 3          | 0          | 10         | 210    | 293    | - 83   | 6  | 18     |
| 13   | Liceo Naval          | 13         | 3          | 0          | 10         | 211    | 353    | - 142  | 2  | 14     |
| 14   | Manuel Belgrano      | 13         | 0          | 0          | 13         | 142    | 607    | - 465  | 2  | 2      |

|  | Clasificados a las semifinales y al Campeonato Nacional de Clubes.  |
|  | Clasificados a cuartos de final y al Campeonato Nacional de Clubes. |
|  | Clasificado al Campeonato Nacional de Clubes.                       |

### Partidos
| Atlético del Rosario | 14 - 31 | Newman      |
| La Plata RC          | 22 - 23 | C.A.S.I.    |
| Belgrano AC          | 34 - 43 | Regatas     |
| C.U.B.A.             | 36 - 20 | Alumni      |
| Manuel Belgrano      | 0 - 48  | S.I.C.      |
| San Luis             | 26 - 6  | Liceo Naval |
| Lomas AC             | 8 - 26  | Hindú       |

| Liceo Naval | 33 - 27 | Manuel Belgrano      |
| S.I.C.      | 13 - 19 | C.U.B.A.             |
| Alumni      | 25 - 11 | Belgrano AC          |
| Regatas     | 32 - 47 | La Plata RC          |
| C.A.S.I.    | 28 - 27 | Atlético del Rosario |
| Newman      | 16 - 19 | Hindú                |
| San Luis    | 14 - 19 | Lomas AC             |

| Hindú                | 21 - 21 | C.A.S.I.    |
| Atlético del Rosario | 27 - 17 | Regatas     |
| La Plata RC          | 15 - 46 | Alumni      |
| Belgrano AC          | 26 - 34 | S.I.C.      |
| C.U.B.A.             | 41 - 16 | Liceo Naval |
| Manuel Belgrano      | 8 - 33  | San Luis    |
| Lomas AC             | 7 - 22  | Newman      |

| San Luis        | 0 - 20  | C.U.B.A.             |
| Liceo Naval     | 7 - 24  | Belgrano AC          |
| S.I.C.          | 38 - 25 | La Plata RC          |
| Alumni          | 48 - 20 | Atlético del Rosario |
| Regatas         | 3 - 34  | Hindú                |
| C.A.S.I.        | 49 - 25 | Newman               |
| Manuel Belgrano | 17 - 20 | Lomas AC             |

| Newman               | 22 - 19 | Regatas         |
| Hindú                | 27 - 15 | Alumni          |
| Atlético del Rosario | 17 - 28 | S.I.C.          |
| La Plata RC          | 18 - 27 | Liceo Naval     |
| Belgrano AC          | 25 - 20 | San Luis        |
| C.U.B.A.             | 61 - 10 | Manuel Belgrano |
| Lomas AC             | 17 - 29 | C.A.S.I.        |

| Manuel Belgrano | 3 - 48  | Belgrano AC          |
| San Luis        | 10 - 19 | La Plata RC          |
| Liceo Naval     | 19 - 23 | Atlético del Rosario |
| S.I.C.          | 15 - 33 | Hindú                |
| Alumni          | 14 - 30 | Newman               |
| Regatas         | 24 - 25 | C.A.S.I.             |
| C.U.B.A.        | 25 - 3  | Lomas AC             |

| C.A.S.I.             | 18 - 17 | Alumni          |
| Newman               | 30 - 19 | S.I.C.          |
| Hindú                | 36 - 10 | Liceo Naval     |
| Atlético del Rosario | 43 - 32 | San Luis        |
| La Plata RC          | 57 - 17 | Manuel Belgrano |
| Belgrano AC          | 23 - 33 | C.U.B.A.        |
| Lomas AC             | 27 - 36 | Regatas         |

| C.U.B.A.        | 31 - 29 | La Plata RC          |
| Manuel Belgrano | 12 - 46 | Atlético del Rosario |
| San Luis        | 0 - 22  | Hindú                |
| Liceo Naval     | 14 - 20 | Newman               |
| S.I.C.          | 7 - 51  | C.A.S.I.             |
| Alumni          | 23 - 24 | Regatas              |
| Belgrano AC     | 34 - 8  | Lomas AC             |

| Regatas              | 34 - 37 | S.I.C.          |
| C.A.S.I.             | 26 - 30 | Liceo Naval     |
| Newman               | 29 - 28 | San Luis        |
| Hindú                | 42 - 21 | Manuel Belgrano |
| Atlético del Rosario | 22 - 34 | C.U.B.A.        |
| La Plata RC          | 30 - 34 | Belgrano AC     |
| Lomas AC             | 20 - 22 | Alumni AC       |

| Belgrano AC     | 36 - 7  | Atlético del Rosario |
| C.U.B.A.        | 14 - 21 | Hindú                |
| Manuel Belgrano | 0 - 79  | Newman               |
| San Luis        | 5 - 23  | C.A.S.I.             |
| Liceo Naval     | 11 - 21 | Regatas AC           |
| S.I.C.          | 19 - 12 | Alumni               |
| La Plata RC     | 13 - 17 | Lomas AC             |

| Alumni               | 21 - 7  | Liceo Naval     |
| Regatas              | 7 - 27  | San Luis        |
| C.A.S.I.             | 47 - 8  | Manuel Belgrano |
| Newman               | 17 - 16 | C.U.B.A.        |
| Hindú                | 10 - 11 | Belgrano AC     |
| Atlético del Rosario | 20 - 19 | La Plata RC     |
| Lomas Ac             | 16 - 22 | S.I.C.          |

| La Plata RC          | 13 - 25 | Hindú    |
| Belgrano AC          | 24 - 26 | Newman   |
| C.U.B.A.             | 23 - 19 | C.A.S.I. |
| Manuel Belgrano      | 0 - 36  | Regatas  |
| San Luis             | 5 - 34  | Alumni   |
| Liceo Naval          | 14 - 38 | S.I.C.   |
| Atlético del Rosario | 23 - 10 | Lomas AC |

| S.I.C.   | 28 - 10 | San Luis             |
| Alumni   | 57 - 19 | Manuel Belgrano      |
| Regatas  | 17 - 44 | C.U.B.A.             |
| C.A.S.I. | 25 - 33 | Belgrano AC          |
| Newman   | 52 - 15 | La Plata RC          |
| Hindú    | 43 - 12 | Atlético del Rosario |
| Lomas AC | 32 - 17 | Liceo Naval          |

## Etapa eliminatoria
|  | Cuartos de final | Cuartos de final |          |    | Semifinales | Semifinales |  |       | Final | Final |  |
|  |                  |                  |          |    |             |             |  |       |       |       |  |
|  |                  |                  |          |    |             |             |  |       |       |       |  |
|  |                  |                  |          |    |             |             |  |       |       |       |  |
|  |                  |                  |          |    |             |             |  |       |       |       |  |
|  |                  |                  |          |    |             |             |  |       |       |       |  |
|  |                  | Hindú            | 16       |    |             |             |  |       |       |       |  |
|  |                  |                  | 16       |    |             |             |  |       |       |       |  |
|  |                  |                  | S.I.C.   | 3  |             |             |  |       |       |       |  |
|  | C.A.S.I.         | 19               | S.I.C.   | 3  |             |             |  |       |       |       |  |
|  | C.A.S.I.         | 19               |          |    |             |             |  |       |       |       |  |
|  | S.I.C.           | 20               |          |    |             |             |  |       |       |       |  |
|  | S.I.C.           | 20               |          |    |             |             |  | Hindú | 9     |       |  |
|  |                  |                  |          |    |             |             |  | Hindú | 9     |       |  |
|  |                  |                  | C.U.B.A. | 11 |             |             |  |       |       |       |  |
|  |                  |                  | C.U.B.A. | 11 |             |             |  |       |       |       |  |
|  |                  |                  |          |    |             |             |  |       |       |       |  |
|  |                  |                  |          |    |             |             |  |       |       |       |  |
|  |                  | C.U.B.A.         | 27       |    |             |             |  |       |       |       |  |
|  |                  |                  | 27       |    |             |             |  |       |       |       |  |
|  |                  |                  | Newman   | 15 |             |             |  |       |       |       |  |
|  | Newman           | 22               | Newman   | 15 |             |             |  |       |       |       |  |
|  | Newman           | 22               |          |    |             |             |  |       |       |       |  |
|  | Belgrano         | 18               |          |    |             |             |  |       |       |       |  |
|  | Belgrano         | 18               |          |    |             |             |  |       |       |       |  |
|  |                  |                  |          |    |             |             |  |       |       |       |  |

### Cuartos de final
| 12 de octubre, 16:00 | Newman | 22 - 18 | Belgrano AC | Cancha del C.A.S.I., Buenos Aires |                      |
|                      |        | Reporte |             | Árbitro(s): Figueroa              | Árbitro(s): Figueroa |

| 13 de octubre, 15:30 | C.A.S.I. | 19 - 20 | S.I.C. | Cancha del C.A.S.I., Buenos Aires |                        |
|                      |          | Reporte |        | Árbitro(s): Tomanovich            | Árbitro(s): Tomanovich |

### Semifinales
| 19 de octubre, 17:45 | Hindú | 16 - 3  | S.I.C. | Cancha del C.A.S.I., Buenos Aires |                          |
|                      |       | Reporte |        | Árbitro(s): Iparraguirre          | Árbitro(s): Iparraguirre |

| 20 de octubre, 16:40 | C.U.B.A. | 27 - 15 | Newman | Cancha del C.A.S.I., Buenos Aires |                      |
|                      |          | Reporte |        | Árbitro(s): Pastrana              | Árbitro(s): Pastrana |

### Final
| 26 de octubre, 16:10 | Hindú | 9 - 11  | C.U.B.A. | Cancha del C.A.S.I., Buenos Aires |                          |
|                      |       | Reporte |          | Árbitro(s): Iparraguirre          | Árbitro(s): Iparraguirre |

C.U.B.A

Campeón

14.° título

Primer Top 14

## Clasificados al Nacional
| Alumni | Belgrano AC | C.A.S.I. | C.U.B.A. | Hindú | Newman | S.I.C. |